# Speonomus lopezsellesi
Speonomus lopezsellesi es una especie de escarabajo del género Speonomus, familia Leiodidae. Fue descrita por Francesc Español en 1950. Se encuentra en España.